# Immeuble, 9 allées du Président-Franklin-Roosevelt
L'immeuble situé 9, allées du Président-Franklin-Roosevelt est un monument de Toulouse, inscrit aux monuments historiques depuis le 20 août 1974. Il a été occupé par un cinéma UGC jusqu'à l'été 2019, la dernière séance ayant eu lieu le 2 juillet.

## Histoire
Le bâtiment sert à partir de 1941 au cinéma Les Variétés. Le premier film projeté, le 1er mai 1941, est Le Juif Süss. Le 1er mars 1944, trois membres de la 35ème brigade FTP-MOI y font exploser une bombe, mais le mécanisme fonctionne mal et la bombe tue deux résistants et un spectateur.